# Свертушка болівійська

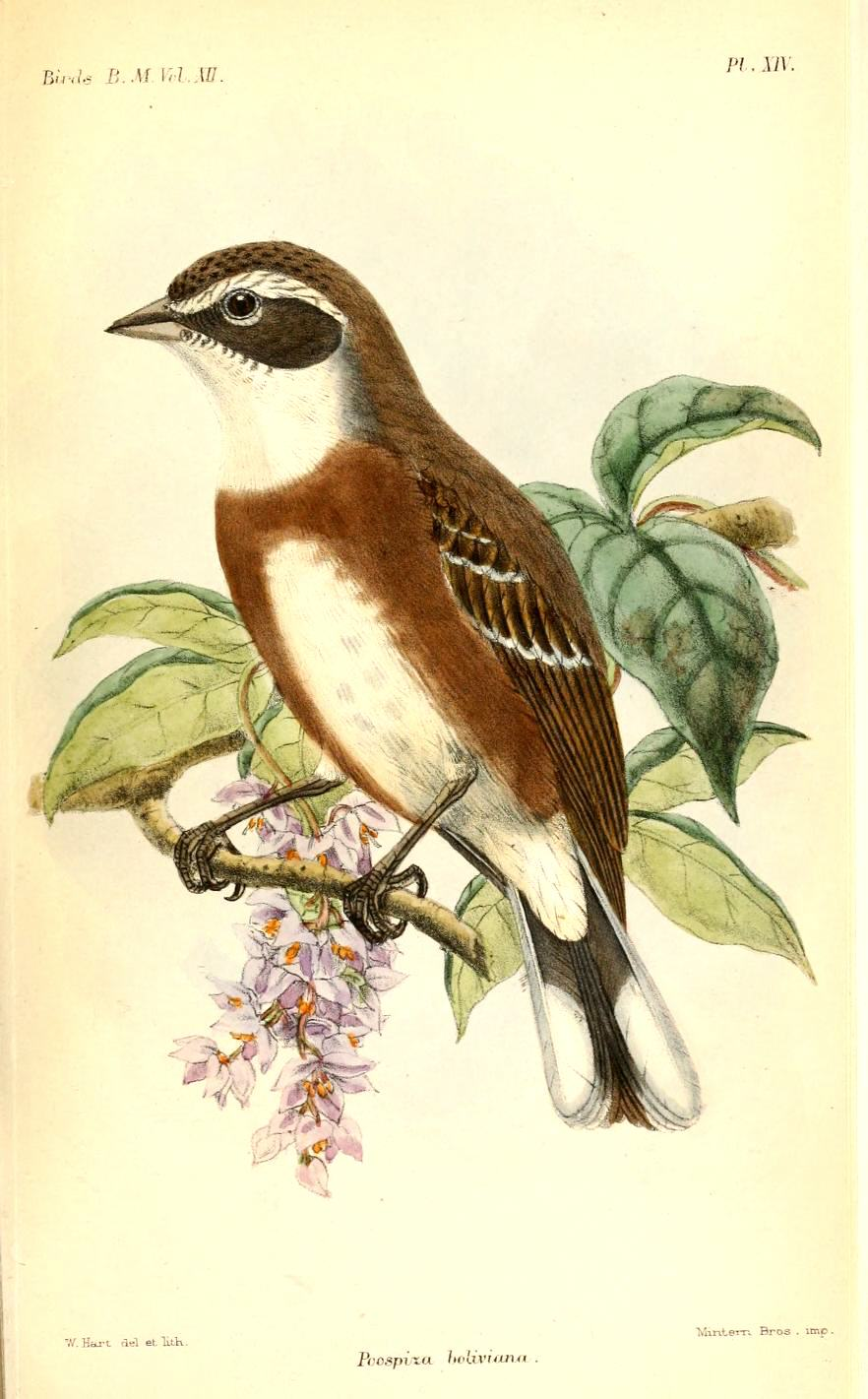
Болівійська свертушка

Све́ртушка болівійська (Poospiza boliviana) — вид горобцеподібних птахів родини саякових (Thraupidae). Мешкає в Болівії і Аргентині.

## Поширення і екологія
Болівійські свертушки мешкають в Андах в Болівії (на південь від Ла-Пасу) та на крайньому північному заході Аргентини (на півночі Сальти і Жужуя). Вони живуть у високогірних чагарникових заростях та у вологих гірських тропічних лісах. Зустрічаються на висоті від 1600 до 3000 м над рівнем моря.